# 宮西氏
宮西氏は、肥後国阿蘇神社の一族。

## 出自
阿蘇惟風の子・惟顕より宮西氏を名乗る。初期には阿蘇宮の西に居住していたことから、宮西氏を名乗っていた。中世には、近江の国・日吉山王王宮に奉仕。近世において、宮西久信、宮西宗信を経て、萬治二年、江戸に出仕し、日枝山王権現官弊大柱・日枝神社の禰宜となる。

## 人物
- 宮西惟顕：阿蘇惟泰のひ孫、惟文の孫、阿蘇惟風の次男。
- 宮西惟正：別名、阿蘇惟正。惟顕の長男。
- 宮西惟武：阿蘇惟正の長男。
- 宮西惟常：惟武の長男。
- 宮西惟藤：惟武の次男。
- 宮西惟枝：惟武の三男。
- 宮西信友：阿蘇から近江の国の日吉神社へ移り仕える。
- 宮西邦維：別名、宇治部邦維。祢宜年寄。
- 宮西惟助：邦維の子息。根津神社宮司、日枝神社宮司。國學院大學教授。国学院大学院友会初代会長[1]。
- 宮西尚生：プロ野球選手。